# Iolanta
Iolanta, Op. 69 è l'ultima opera di Pëtr Il'ič Čajkovskij su libretto del fratello Modest, basato sul dramma Kong Renés Datter (La figlia del re René) di Henrik Hertz.
Il dramma è una narrazione romanzata (non risulta che fosse nata cieca) della vita di Iolanda d'Angiò, tradotto in russo da Fëdor Miller ed adattato da Vladimir Zotov, per essere messo in scena al teatro Malyj di Mosca.

## Storia della composizione
Čajkovskij si dedicò alla composizione dell'opera nel 1891, dopo aver ultimato La dama di picche, e per novembre dello stesso anno la completò. Essa fu messa in scena il 6 (18) dicembre 1892, al teatro Mariinskij, diretta da Eduard Nápravník, assieme al suo ultimo balletto, Lo schiaccianoci. L'accoglienza del pubblico fu favorevole, anche se il compositore non era particolarmente soddisfatto del lavoro. La prima rappresentazione al di fuori della Russia ebbe luogo ad Amburgo il 3 gennaio 1893, con Gustav Mahler alla direzione d'orchestra.

## Trama
L'azione ha luogo tra le montagne del sud della Francia nel XV secolo.

### Scena prima
Iolanta è cieca dalla nascita, ma nessuno gliel'ha mai detto, così come ignora di essere una principessa, e vive rinchiusa in un giardino bellissimo nella residenza del re. La sua corte le porta dei fiori e canta per lei, ma ella è triste ed ha una vaga sensazione di mancanza di qualcosa di molto importante.

### Scena seconda
Dopo aver annunciato l'arrivo del re, Alméric viene avvertito da Bertrand di non parlare della luce con Iolanta, né di rivelarle che il re è suo padre. La ragazza è stata promessa al duca Robert, che non è a conoscenza della sua cecità. Il re entra con Ibn-Hakia, un medico moro che afferma che Iolanta può essere curata, a condizione però che prima venga resa consapevole della sua situazione. Il re rifiuta la cura, temendo che la felicità di Iolanta possa essere infranta se la cura non dovesse funzionare dopo aver appreso cosa le manca.

### Scena terza
Robert arriva a corte con il suo amico Vaudémont, al quale confida di non volere le nozze perché si è innamorato della contessa Matilda. Vaudémont trova l'ingresso del giardino segreto dove si trova Iolanta, ignorando il segnale che minaccia di morte chiunque osi varcarne la soglia, così vede Iolanta addormentata e se ne innamora all'istante. Robert, stupito dal comportamento dell'amico, si convince che la ragazza sia una strega e che abbia lanciato un incantesimo su Vaudémont. Gli chiede di andarsene, ma egli è troppo incantato: quindi Robert va a radunare le sue truppe per salvarlo. Iolanta si sveglia e Vaudémont comprende che è cieca quando si accorge che non riesce a distinguere le rose bianche da quelle rosse. I due si innamorano, dopo che lui le ha spiegato cosa siano la luce e i colori.

### Scena quarta
La coppia è scoperta dal re. Vaudémont promette il suo amore, sia la ragazza cieca oppure no. Ibn-Hakia dice al re che, ora che la ragazza è conscia della sua cecità, il trattamento può avere successo. Il re minaccia di giustiziare Vaudémont se il medico non riuscirà a dare la vista a sua figlia. Iolanta, inorridita, accetta la cura. Dopo che la ragazza e il medico sono usciti, il re dice a Vaudémont che non ha intenzione di ucciderlo, ma desiderava solo infondere alla figlia una motivazione ulteriore. Robert arriva con le sue truppe, e confessa al re di essere innamorato di un'altra, ma di voler comunque andare avanti con le nozze. Il re cancella l'accordo e promette Iolanta a Vaudémont. Ibn-Hakia e Iolanta ritornano: la cura ha avuto successo e la ragazza ora vede e canta sul magico mondo che le si è dischuiso. La corte ne gioisce.

## Organico orchestrale
La partitura di Čajkovskij prevede l'utilizzo di:
- 3 flauti (III anche ottavino), 2 oboi, corno inglese, 2 clarinetti, 2 fagotti
- 4 corni, 2 trombe, 3 tromboni, tuba
- timpani
- 2 arpe
- archi

## Struttura dell'opera
- Introduzione
- 1 Scena e arioso di Iolanta
- 2 Scena e coro
- 3 Scena e coro
- 4 Scena e arioso del re René
- 5 Scena e monologo di Ibn-Hakia
- 6 Scena, aria di Rober
- 6b romanza di Vaudémont
- 7 Scena e duetto di Iolanta e Vaudémont
- 8 Scena
- 9 Finale